# Marco Cornaro (Kardinal)

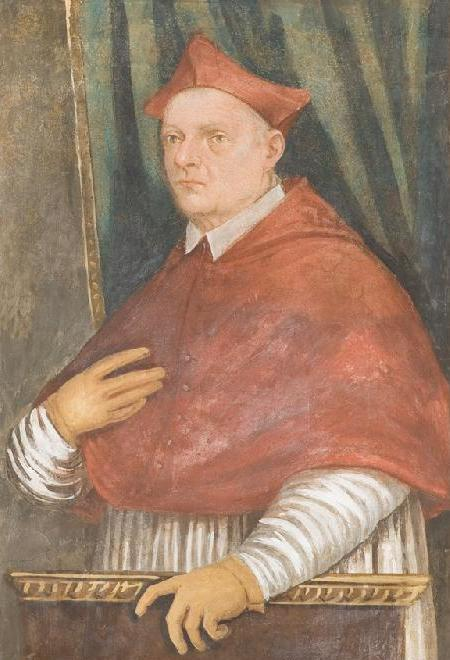
Kardinal Marco Corner

Marco Cornaro (auch Marco Corner; * 1482 in Venedig; † 24. Juli 1524 ebenda) war ein italienischer Kardinal.

## Leben

### Herkunft und frühe Jahre
Marco Cornaro war das dritte von elf Kindern einer venezianischen Patrizierfamilie, aus der mehrere Dogen stammten. Seine Eltern waren Giorgio Cornaro und Elisabetta Morosini. Caterina Cornaro, eine Schwester seines Vaters, war durch ihre Heirat mit Jakob II. von Lusignan Königin von Zypern geworden; sein Bruder war der spätere Kardinal Francesco Cornaro der Ältere.

### Kirchliche Laufbahn

Kardinalswappen (modernes Schema)

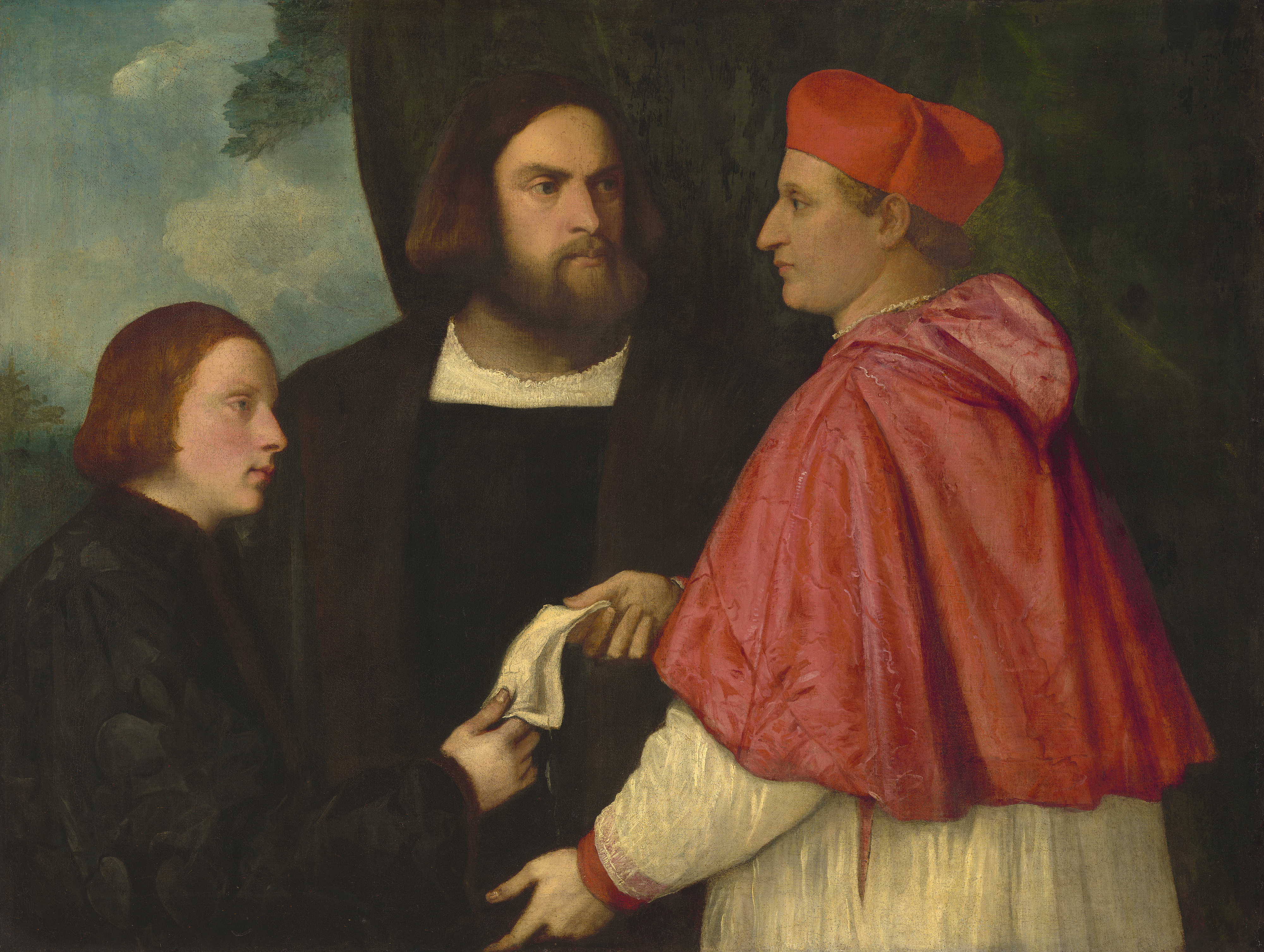
Girolamo (Mitte) und Kardinal Marco Corner investieren Abt Marco von Carrara (li.) in sein Benefizium (Gemälde eines Tizian-Nachfolgers, 1520/25)

Bereits früh wurde er Apostolischer Protonotar. Papst Alexander VI. ernannte ihn im Konsistorium vom 28. September 1500 zum Kardinaldiakon und verlieh ihm am 5. Oktober desselben Jahres die Titeldiakonie Santa Maria in Portico Octaviae. Er nahm am ersten Konklave des Jahres 1503 teil, bei dem Papst Pius III. gewählt wurde. Auch beim zweiten Konklave desselben Jahres, aus dem Julius II. als Papst hervorging, war er unter den Teilnehmern.
Am 29. November 1503 wurde Marco Cornaro Administrator von Verona und behielt diese Position bis zu seinem Tod. In Verona begründete er ein Seminar für 36 Studenten. Er wurde am 11. Dezember 1503 zum Bischof von Famagusta auf Zypern – das zu jener Zeit der Republik Venedig zugehörte – bestellt, resignierte jedoch bereits am 1. Juli des folgenden Jahres auf dieses Bistum. Im Juli 1506 wurde er zum Lateinischen Patriarchen von Konstantinopel ernannt, resignierte wiederum Ende Oktober 1506; nach erneuter Ernennung am 11. Juni 1521 führte er diesen Titel bis zu seinem Tod.
Wegen eines Krieges zwischen der Republik Venedig und dem Papst wurde er nicht zum Konsistorium vom 22. März 1509 geladen. Am 2. Januar 1511 begleitete er Julius II. zu den Stadtmauern des belagerten Mirandola, die Stadt kapitulierte am 20. Januar. Am 28. Januar 1512 wurde Marco Cornaro zum Legaten für das Patrimonium Petri ernannt, was 1513 und 1514 bestätigt wurde. Es gelang ihm, zwischen der Republik Venedig und Papst Julius II. Frieden zu stiften. Im Jahr 1513 nahm er am Konklave teil, das Leo X. zum Papst wählte. Im März 1519 wechselte er zur Titeldiakonie Santa Maria in Via Lata. Als Teilnehmer am Fünften Laterankonzil war er Mitglied der Kommission für kirchliche Reformen. Am 4. April 1514 wurde er zum Bischof von Nemosia (heute Limassol) auf Zypern ernannt und vom Papst dem Dogen von Venedig empfohlen; allerdings resignierte er am 22. März 1516 auch auf dieses Bistum. Am 9. März 1517 wurde er zum Bischof von Padua ernannt, diesen Bischofssitz hatte er bis zu seinem Tod inne. Im September 1520 wurde er zudem Erzpriester der Vatikanbasilika und ab dem 2. Dezember 1520 war er Kardinalprotodiakon. Er nahm am Konklave 1521–1522 teil, nach dessen Ende er am 9. Januar 1522 Hadrian VI. als den neuen Papst verkündete; ferner krönte er diesen am 31. Januar im Petersdom. Er nahm am Konklave 1523 teil und krönte als Kardinalprotodiakon am 26. November 1523 nach der Wahl von Clemens VII. auch diesen Papst. Nachdem er zwei Päpste gekrönt hatte, wurde ihm der Anspruch auf das nächste freiwerdende suburbikarische Bistum zugestanden. Zudem schenkte Clemens VII. ihm den Palast von San Marco.
Marco Cornaro wurde am 9. Dezember 1523 zusammen mit zwei anderen Kardinälen damit beauftragt, eine Untersuchung über die Anhänger Martin Luthers anzustellen. Er wurde am 14. Dezember 1523 zum Kardinalpriester der Titelkirche San Marco und am 20. Mai des darauffolgenden Jahres zum Kardinalbischof von Albano erhoben. Am 15. Juni 1524 wechselte er auf den suburbikarischen Bischofssitz Palestrina.

### Tod und Beisetzung
Einige Wochen später starb Kardinal Marco Cornaro überraschend in Venedig und wurde zunächst in der dortigen Kirche San Giorgio Maggiore bestattet. 1570 wurden seine Gebeine in eine Familienkapelle im Markusdom überführt.